# Sérvio Sulpício Galba (pretor em 54 a.C.)
Sérvio Sulpício Galba (em latim Servius Sulpicius Galba; 95-43 a.C.) foi um general e político romano.
Ele era neto de Sérvio Sulpício Galba, que foi cônsul e era um orador eloquente, mas foi a causa da guerra contra Viriato, pois, quando governava a Espanha como propretor, massacrou, à traição, trinta mil lusitanos.
Ele foi legado de Júlio César, na conquista da Gália.
Ele tentou se tornar cônsul, mas ficou irritado com César porque este causou a sua derrota, e se uniu à conspiração de Bruto e Cássio, sendo executado pela Lei Pédia.
Possivelmente  seu filho foi Galba, o avô do futuro imperador Galba.